# Chlorophthalmus acutifrons
Chlorophthalmus acutifrons is een straalvinnige vissensoort uit de familie van groenogen (Chlorophthalmidae). De wetenschappelijke naam van de soort is voor het eerst geldig gepubliceerd in 1940 door Hiyama.